# TSR, Inc.
TSR, Inc. a fost o companie americană care dezvolta și publica jocuri de rol. Deoarece Gary Gygax nu a găsit o companie care să dorească să publice Dungeons & Dragons la care Dave Arneson era co-producător, Gary Gygax și Don Kaye au fondat în 1973 Tactical Studies Rules. Totuși, deoarece au avut nevoie de finanțare imediată pentru a scoate pe piață noul joc înainte de apariția altor produse similare, Gygax și Kaye au adus în grabă un nou partener cu drepturi egale, pe Brian Blume. Când Kaye a murit pe neașteptate în 1975, tatăl lui Blume, Melvin, a achiziționat partea lui Kaye, iar compania a fost reorganizată ca TSR Hobbies.
Deoarece produsul principal Dungeons & Dragons a devenit brusc un joc foarte popular, compania a devenit o forță majoră în industria jocurilor de la sfârșitul anilor 1970. Melvin Blume în cele din urmă și-a vândut acțiunile unui alt fiu al său, Kevin, dând celor doi frați Blume un control majoritar al companiei, redenumită acum TSR, Inc.
După 1984 compania a început să aibă dificultăți financiare. Compania a fost cumpărată în 1997 de către Wizards of the Coast. Deși noii proprietari au folosit numele TSR pentru produsele D&D timp de trei ani, nu au mai utilizat eticheta TSR când o versiune nouă a regulilor de joc Dungeons & Dragons a fost publicată în 2000.

## Produse ale companiei
Principalele produse TSR au fost jocurile de rol, cel mai de succes fiind Dungeons & Dragons. Cu toate acestea compania a produs și alte tipuri de jocuri, cum ar fi jocuri cu cărți, jocuri pe tablă/boards game sau jocuri de noroc și a mai publicat reviste și cărți.

### Jocuri de rol
- Alternity (1998)
- Amazing Engine (1993)
- Boot Hill (1975)
- Buck Rogers XXVC (1988)
- Conan Barbarul (1984)
- Dragonlance: Fifth Age (Saga System) (1996)
- Dragonstrike (joc pe tablă/board game și tutorial VHS) (1993)
- Dungeons & Dragons (1974)
- Empire of the Petal Throne (1975)
- Gamma World (1978)
- Gangbusters (1982)
- Indiana Jones (1984)
- Marvel Super Heroes (1984)
- Marvel Super Heroes Adventure Game (Saga System) (1998)
- Metamorphosis Alpha (1976)
- Star Frontiers (1982)
- Top Secret (1980) și Top Secret/S.I.